# クロッソタ・ノルベジカ

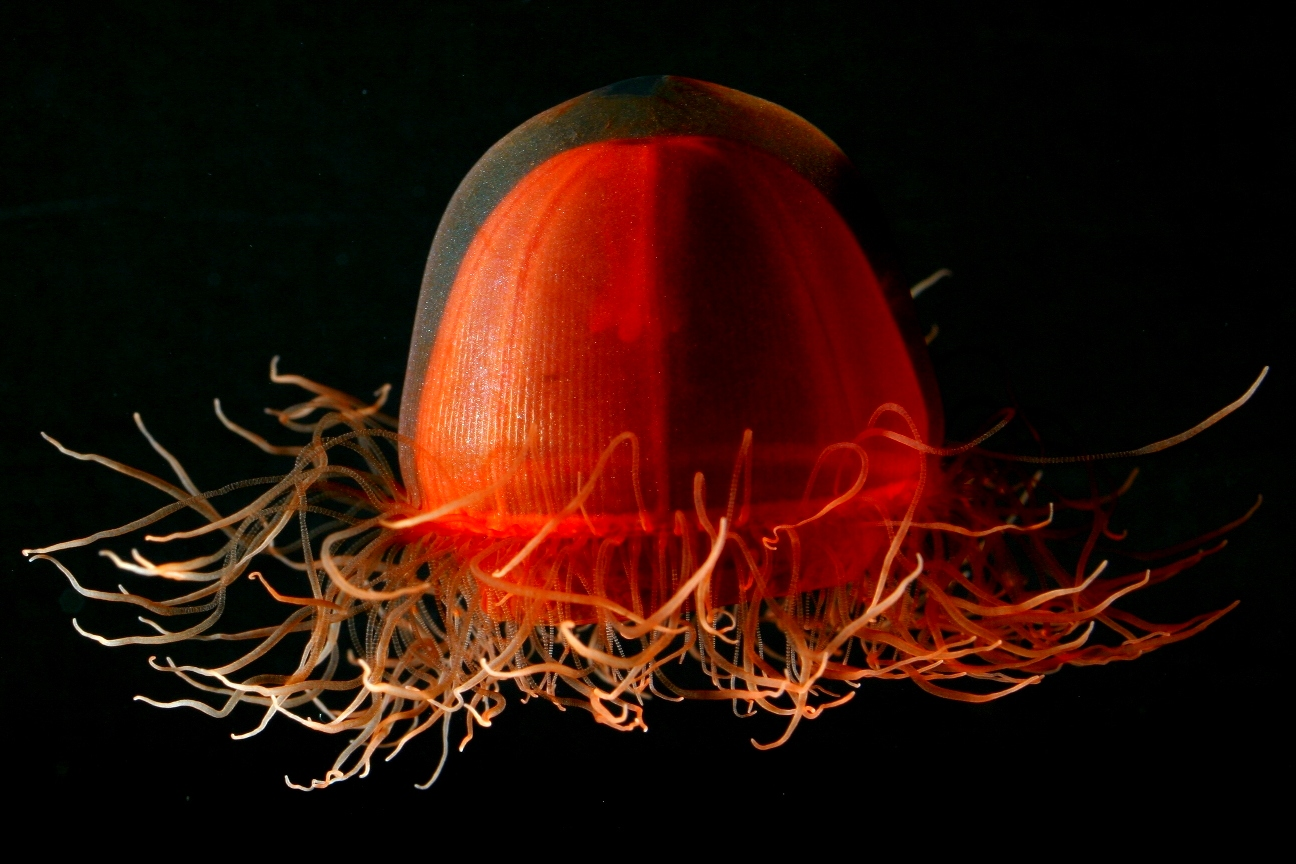
クロッソタ・ノルベジカ

クロッソタ・ノルベジカ（crossota norvegica）は、ヒドロ虫綱のクロクラゲのクラゲの一種。

## 特徴
胃が透明なので、胃の中にある獲物が見えないように赤い胃にして隠している。
触手が多く、それで獲物を捕食する。
2,500 m よりも深い海域で発見されている。触手を横に広げて泳ぐときもある。